# Auquenorrincs
Els auquenorrincs (Auchenorrhyncha) són un subordre d'insectes de l'ordre dels hemípters. Tenen una distribució cosmopolita i tots ells són fitòfags i molts són vectors de malalties víriques i fúngiques de plantes. Moles espècies emeten sons audibles per a comunicar-se, com les populars cigales.
Antigament s'anomenaven Cicadinea i formaven part del grup dels homòpters, actualment en desús. Tanmateix, la taxonomia dels hemípters i dels homòpters està actualment sota investigació i discussió.

## Classificació
Hi ha un debat sobre si els auquenorrincs són un grup monofilètic o no. Alguns autors els van considerar parafilètics i els van dividir en dos subordres: els clipeorrincs (cicadomorfs) i els arqueorrincs (fulgoromorfs). No obstant, les darreres recerques mostren que els auquenorrincs són un llinatge monofilètic.
Els auquenorrincs es classifiquen així:
- INFRAORDRE CICADOMORPHA (Clypeorrhyncha, Clypeata)
  - Superfamília Cercopoidea
    - Família Aphrophoridae
    - Família Cercopidae
    - Família Clastopteridae
    - Família Epipygidae
    - Família Machaerotidae

  - Superfamíla Cicadoidea
    - Família Cicadidae (Platypediidae, Plautillidae, Tettigadidae, Tibicinidae)
    - Família Tettigarctidae

  - Superfamília Membracoidea (=Cicadelloidea)
    - Família Aetalionidae (Biturritiidae)
    - Família Cicadellidae (Eurymelidae, Hylicidae, Ledridae, Ulopidae)
    - Família Melizoderidae
    - Família Família Membracidae (Nicomiidae)
    - Família Myerslopiidae (Cicadellidae, en part)
- INFRAORDRE FULGOROMORPHA (Archaeorrhyncha)
  - Superfamília Fulgoroidea
    - Família Acanaloniidae
    - Família Achilidae
    - Família Achilixiidae
    - Família Cixiidae
    - Família Delphacidae
    - Família Derbidae
    - Família Dictyopharidae
    - Família Eurybrachyidae
    - Família Flatidae
    - Família Fulgoridae
    - Família Gengidae
    - Família Hypochthonellidae
    - Família Issidae
    - Família Kinnaridae
    - Família Lophopidae
    - Família Meenoplidae
    - Família Nogodinidae
    - Família Ricaniidae
    - Família Tettigometridae
    - Família Tropiduchidae